# Urs Amacher

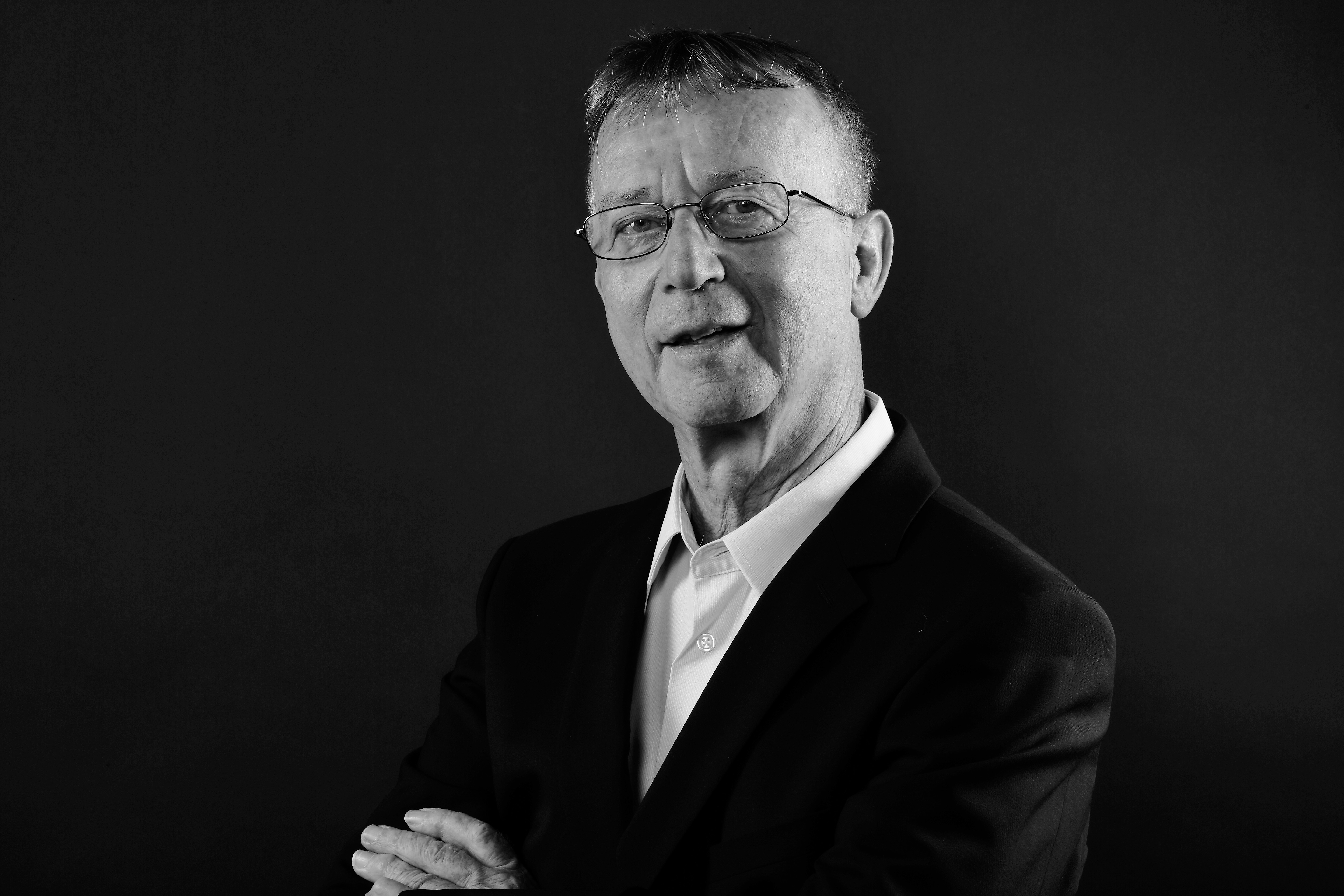
Urs Amacher (2018)

Urs Amacher (* 22. Oktober 1949 in Bibern, Kanton Schaffhausen; heimatberechtigt in Wilderswil und Kloten) ist ein Schweizer Historiker.

## Leben
Nach einer Lehre und Berufsarbeit als beeidigter Edelmetallprüfer bei der Eidgenössischen Edelmetallkontrolle erlangte Amacher 1984 die Matura (Typus B). Das Studium der Allgemeinen Geschichte sowie der französischen Literatur und Linguistik ergänzte er mit einem Nachdiplomstudium in Museologie. 1994 promovierte er an der Universität Zürich bei Roger Sablonier mit einer Dissertation über die mittelalterliche Fischerei.
Urs Amacher realisierte Archiv-, Editions- und Ausstellungsprojekte, so die Urkundenregesten des Staatsarchivs Zürich, die Acta Helvetica der Sammlung Zurlauben und die Erschliessung des Archivs des Kunstmuseums Basel. Er verfasste Beiträge für die Helvetia Sacra und das Historische Lexikon der Schweiz (HLS). Daneben publizierte er Arbeiten über die Katakombenheiligen. Seit 2009 arbeitet er als Redaktor beim Oltner Tagblatt, wo er auch lokalgeschichtliche Forschungen veröffentlicht. Er lebt in Olten.

## Publikationen (Auswahl)
- Zürcher Fischerei im Mittelalter. Realienkunde, Sozial- und Wirtschaftsgeschichte der Fischerei im Zürcher Gebiet. In:  Mitteilungen der Antiquarischen Gesellschaft in Zürich. 63. Jg. Verlag Hans Rohr Zürich 1996.
- Hans Schweizer. Ölbilder und Gouachen. Ausstellung im Kunstmuseum Olten. Olten 1996.
- Die Fischermaien. Die Gerichtstage der Fischer zwischen eigener Reglementierung und herrschaftlicher Machtausübung. In: Wirtschaft und Herrschaft. Hrsg. von Thomas Meier und Roger Sablonier. Chronos Verlag, Zürich 1999, S. 279–294.
- Die Bruderschaften bei den Zürcher Bettelordensklöstern. In: Bettelorden, Bruderschaften und Beginen. Hrsg. von Barbara Helbling et al. Verlag Neue Zürcher Zeitung, Zürich 2002, S. 265–277.
- Barocke Körperwelten. Wie Ritter Heinrich Damian Leonz Zurlauben die Katakombenheilige Christina von Rom nach Zug brachte. Selbstverlag, Olten 2010.
- Heilige Körper. Die elf Katakombenheiligen des Kantons Solothurn, samt der Geschichte der Heiligen Jucundus (Malters), Theodorus (Neu St. Johann) und Polykarp (Schwyz). Knapp Verlag, Olten 2016.
- Der Oltner Fotograf Josef Bolz. In: Oltner Neujahrsblätter. 77. Jg., 2019, S. 103–107.
- Herkunft und Verbreitung des Taufnamens Amantius / Amanz. In: Beiträge zur Namenforschung. 52. Jg.,  2017, S. 170–176.
- Die Lehrlingsmedaillen der Kantone Solothurn und Aargau. In: Schweizer Münzblätter. 65. Jg., 2015, S. 118 und 69. Jg. 2017, S. 37.
- Olten entdecken. Kirchen, Kapellen und kirchliche Gebäude. Olten 2020.
- Ein frohes Symbol unserer heranwachsenden Jugend – Albert Häubi und sein Mosaik in der Berufsschule Olten. Bifang Verlag, Olten 2021.
- Der Pop Pot Club 68. Das legendäre Musiklokal für die Jugend in Olten von 1968 bis 1972. Mit Fotografien von Franz Gloor, Thomas Ledergerber u.a. Arsmedia Verlag, Olten 2022.
- Franz Gloor und die «Del-Pharaohs». Die fruchtbare Zusammenarbeit des Fotografen Franz Gloor mit der Rockband. In: Oltner Neujahrsblätter.  82. Jg. 2024,  S. 44–47.
- Olten entdecken II. Fassadenschmuck. Wappen, Figuren, Schnitzereien und andere Verzierungen an den Häusern. Olten 2024.
- «recorded live at the Moonwalker Music Club Aarburg». Franz Gloors Konzertfotos für Covers von Schallplatten und CD-Booklets. In: Music Scene. Franz Gloor. Konzertfotografie. Knapp Verlag, Olten 2025, S. 170–177.